# Georges Blind
Georges Charles Louis Blind, né à Belfort le 17 novembre 1904 et mort en déportation en décembre 1944 est un résistant français de la Seconde Guerre mondiale. En 1984, la photographie du fusillé souriant est publiée à des fins d'identification. Le lieu de la photographie est tout d'abord identifié comme étant le quatrième fossé de la Citadelle de Belfort (47° 38′ 03,36″ N, 6° 51′ 55,37″ E). Un Belfortain identifie ensuite son père, Georges Blind, mort en déportation.

## Biographie

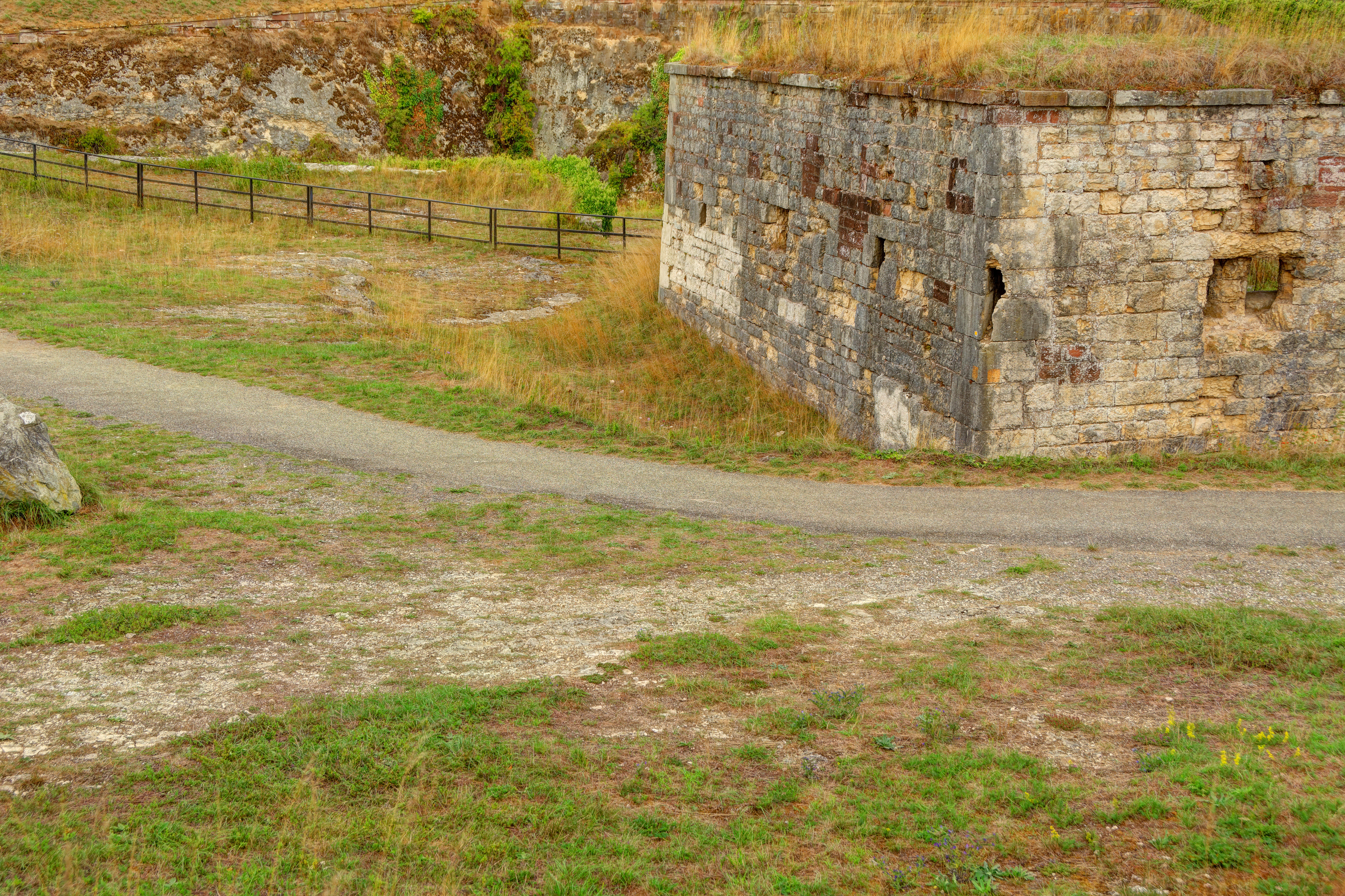
Lieu où a été photographié le « fusillé souriant », à Belfort.

Georges Blind travaille à la Société alsacienne de constructions mécaniques comme forgeron et intègre les sapeurs-pompiers en 1929. Il est nommé 1re classe le 6 mars 1932 et devient caporal en 1938.
En 1941, il devient membre du réseau de Résistance le "groupe Ferrand". Possédant un laissez-passer permanent et un laissez-passer de nuit (Nachtausweis), il opère durant la nuit entre le territoire de Belfort et l'Alsace avec l'ambulance des sapeurs-pompiers. Il transporte des responsables de la Résistance, des personnes recherchées, des armes, des renseignements et des journaux clandestins. 
Il est arrêté par la Feldgendarmerie le 14 octobre 1944 à Belfort à son domicile à la rue de la Marseillaise.
Il subit un simulacre d’exécution entre le 15 octobre et le 23 octobre 1944 devant la citadelle de Belfort. Une photo immortalise le fait comme étant le « Fusillé souriant ». Ce simulacre visait à le faire parler pour qu'il dénonce ses camarades.
Le 24 octobre, il quitte Belfort avec d'autres prisonniers pour un camp de Schirmeck en Alsace, deux jours plus tard ils partent pour Dachau, ils y arrivent le 29 octobre.
Le 24 novembre 1944, 1 014 déportés au camp de Dachau sont sélectionnés pour le camp d’Auschwitz, dont 863 Français y compris Georges Blind. Ils arrivent le 26 novembre.    
Le 28 novembre 1944 au soir, un groupe de 80 prisonniers français, dont de nombreux Résistants issus du convoi dit « des Vosgiens », arrive par camions du camp de Gleiwitz I au camp des Juifs de Blechhammer. Après une visite médicale menée par le docteur SS du camp, dix prisonniers jugés contagieux sont dirigés vers l'infirmerie du camp. On ne les reverra jamais. Parmi eux se trouvait Georges Blind.
Il reçoit la croix de guerre 1939-1945, la médaille de la Résistance et la médaille d’argent avec rosette des Sapeurs-pompiers à titre posthume.
Un soldat allemand dépose la pellicule contenant le simulacre d'exécution dans une boutique à Belfort. Le photographe Aloyse Ball effectue un tirage supplémentaire. La photo est publiée dans La jeune Alsace en mai 1945 et fait la une du Figaro le 3 juillet 1945. Elle est aussi éditée sous forme de carte postale.